# Джяравица (гора)
Джяравица (серб. Ђеравица; алб. Gjeravica) — гора в Косове, у границы с Албанией. Расположена в горном массиве Проклетие на Балканском полуострове.
Высота горы — 2656 м над уровнем моря (вторая по высоте точка Косова).

## Название
Горная вершина находится на территории Косова, её название на сербском языке — «Ђеравица», на албанском — «Gjeravica», что на русскоязычных картах передаётся как «Джяравица», «Даравица» и «Джаравица».

## Топографические карты
- Лист карты K-34-53-А. Масштаб: 1 : 50 000.